# Panètol
Panètol (en llatí Panaetolus, en grec antic Παναίτωλος "Panaítolos") fou un militar d'origen etoli al servei del rei Ptolemeu IV Filopàtor d'Egipte, que es va unir al també etoli, Teodot, per entregar Celesíria al rei Antíoc III el Gran.
Panètol, quan el rei selèucida s'acostava, li va entregar la important ciutat de Tir, i el rei li li va donar el seu govern com a premi. Més tard va participar en l'expedició selèucida contra Eutidem I de Bactriana cap a l'any 211 aC on es va distingir molt, segons diu Polibi.